# Маркин, Владимир Иванович
Влади́мир Ива́нович Ма́ркин (23 ноября 1956, Челябинск, РСФСР, СССР — 12 октября 2021, Москва, Россия) — российский государственный деятель. Руководитель управления взаимодействия со средствами массовой информации Следственного комитета Российской Федерации (20 июня 2011 — 6 октября 2016), руководитель управления взаимодействия со средствами массовой информации Следственного комитета при прокуратуре Российской Федерации (13 сентября 2007 — 20 июня 2011). Государственный советник юстиции 3-го класса (15.06.2010), генерал-майор юстиции (20.06.2011).
Первый заместитель Генерального директора ПАО «РусГидро» (12 октября 2016 — 19 февраля 2019).

## Биография
- Родился в 1956 году в Челябинске. В 1986 году переехал в Москву.
- В 1997—2000 годах работал в общественных и государственных структурах: исполнял обязанности директора по связям с общественностью международного фонда «Реформа», был первым замминистра печати и информации Московской области.
- В 2004—2007 годах — директор по связям с общественностью Фонда интеллектуальных технологий.
- С 13 сентября 2007 по 20 июня 2011 года — руководитель Управления взаимодействия со СМИ Следственного комитета при прокуратуре РФ.
- С 20 июня 2011 по 6 октября 2016 года — руководитель Управления взаимодействия со СМИ Следственного комитета РФ[5].
- С 12 октября 2016 года — первый заместитель Генерального директора ПАО «РусГидро». Курирует вопросы взаимодействия со средствами массовой информации, органами власти и управление административно-хозяйственным комплексом[6][7].
- 22 ноября 2016 года возглавил комитет РФС по безопасности и работе с болельщиками[8].
- С 15 февраля 2017 года — Член Правления ПАО «РусГидро».

### Образование
В 1985 году окончил факультет журналистики МГУ им. М. В. Ломоносова.
В 2009 году заочно окончил юридический факультет Института экономики и культуры (Москва) по специальности юриспруденция. В 2011 году Генеральной прокуратурой были выявлены факты многочисленных нарушений в этом институте. Рособрнадзор лишил учебное заведение лицензии на шесть месяцев и аннулировал диплом Маркина 9 сентября 2011 года.
По итогам проверки 28 декабря 2011 года Рособрнадзор возобновил лицензии Института экономики и культуры, а диплом Маркина был признан действительным.

### Работа в СМИ
После окончания МГУ вернулся в родной город и стал корреспондентом газеты «Вечерний Челябинск». В 1986 году Маркин переехал в Москву и работал на Всесоюзном радио, вёл радиопрограммы «Время, события, люди» и «Человек и закон». В 1991 году стал работать на Центральном телевидении СССР, позже во Всероссийской государственной телевизионной и радиовещательной компании, с 1992 по 1996 год был автором и ведущим ток-шоу «Карьера» на телеканале «Российские университеты» (ретранслировалось на родственном ему телеканале РТР).
В 2001 году Маркин вернулся на телевидение, был продюсером информационного вещания на канале НТВ и исполнительным продюсером телеканала «Россия».
В 2014 году — ведущий документального цикла передач «Преданная Россия» на телеканале «Звезда».
С 17 апреля по 8 мая 2015 года был ведущим правового проекта «Следствие по делу» на Общественном телевидении России.
С 10 октября 2015 по 30 января 2016 года — ведущий программы «Следствие покажет с Владимиром Маркиным» на «Первом канале».

### Государственная служба
В 1997 году Маркин исполнял обязанности директора по связям с общественностью международного фонда «Реформа», который занимался вопросами экономических и социальных реформ и приватизации в России. Затем он был назначен на должность первого заместителя министра по делам печати и информации Московской области. На этом посту выступал против объединения подмосковных телеканалов в медиа-холдинг на основе канала «Московия», который так и не был создан. В 2004 году Маркин стал директором по связям с общественностью Фонда интеллектуальных технологий, который занимался вопросами сотрудничества между органами власти и научными организациями, общественными институтами и промышленными предприятиями.

### Следственный комитет
7 сентября 2007 года был создан Следственный комитет при прокуратуре Российской Федерации (СКП России), а 13 сентября Маркин был назначен на пост руководителя управления взаимодействия со средствами массовой информации. Маркин заявил, что СКП России должен стать «открытой структурой» и «более плотно» работать со средствами массовой информации.
20 июня 2011 года Указом Президента Российской Федерации назначен руководителем управления взаимодействия со средствами массовой информации Следственного комитета Российской Федерации (СК России).
Владимир Маркин неоднократно озвучивал заявления СК России по уголовным делам, причисляемым рядом независимых источников к «политическим».
8 декабря 2012 года Маркин в комментарии на сайте СК России выразил неудовольствие по поводу замечаний председателя Правительства Российской Федерации Д. А. Медведева в адрес следователей, проводивших обыск у режиссёра документального фильма «Срок» Павла Костомарова: «Очень странно было услышать комментарии, не только оскорбляющие следователей СК России, но и подрывающие авторитет всех правоохранительных органов страны». Позднее комментарий был удалён с сайта из-за «неоднозначности формулировок», однако сам Маркин не отказался от резких слов про Медведева.
7 мая 2013 года Маркин в авторской статье в газете «Известия» раскритиковал заместителя председателя правительства Российской Федерации Владислава Суркова за критические высказывания в адрес СК России, сделанные им в Лондонской школе экономики: «В случае чего банальное уголовное преследование за хищения можно представить как политическое преследование. Славу в соцсетях заработать можно, а то и право на убежище в Лондоне. Отдельные виртуозы политпиара ухитряются делать подобные пируэты, даже находясь в руководстве власти, против которой протестуют». В ответ Владислав Сурков заявил: «Я графоманию не комментирую», а «источник в правительстве» напомнил об историях с аннулированием диплома Маркина и неизбрания его в депутаты от «Единой России». 8 мая 2013 года Путин уволил Суркова с поста заместителя председателя Правительства Российской Федерации — с формулировкой «по собственному желанию».
По мнению автора издания Slon.ru Лолы Тагаевой, к весне 2013 года Маркин стал одним из главных политических спикеров в России, а «силовики» — автономным от администрации президента политическим субъектом.
2 сентября 2015 года Владимир Маркин прокомментировал в микроблоге Twitter сообщение Государственного департамента США о требовании освободить гражданку Украины Надежду Савченко, обвиняемую в России в причастности к гибели журналистов ВГТРК, а именно: «Как они собираются это делать: спецназ пришлют, или суд будут шантажировать? Рассмешили…».
21 сентября 2016 года подал рапорт на увольнение с поста руководителя управления взаимодействия со средствами массовой информации СК России по собственному желанию. 6 октября Президент России принял отставку Маркина. Увольнение было инициировано самим Маркиным, после чего Александр Бастрыкин включил его в состав Общественного совета при СК России.

### Работа в РусГидро
12 октября 2016 года назначен Первым заместителем Генерального директора ПАО «РусГидро», 18 января 2017 года избран в состав Правления ПАО «РусГидро» (приступил к обязанностям с 15 февраля 2017 года). В его полномочия входила организация взаимодействия со средствами массовой информации и органами власти, а также управление административно-хозяйственным комплексом компании. Освобождён от должности 19 февраля 2019 года. Работал в «Русгидро» в качестве советника председателя правления.

### Участие в праймериз «Народного Фронта»
Летом 2011 года Владимир Маркин претендовал на включение в партийный список «Единой России» от Волгоградской области на выборах в Государственную Думу (как представитель Общероссийского народного фронта).
По сведениям «Независимой газеты», Маркин собирался таким образом попасть в Госдуму для лоббирования интересов Следственного комитета в Госдуме и создания противовеса депутату Александру Хинштейну, который считался лоббистом интересов Генпрокуратуры и регулярно подвергал критике деятельность главы Следственного комитета Александра Бастрыкина. Также по утверждению «Независимой газеты», Маркин уже входил в пятёрку самых рейтинговых участников предварительного голосования в Волгоградской области.
3 августа 2011 года Владимир Маркин выступил на одной из площадок праймериз ОНФ в Волгограде, предложив, в том числе, «объявить здесь антикоррупционный „Сталинградский фронт“ тем, кто мешает нам честно жить, работать и быть счастливыми в этой жизни».
Межрегиональная Ассоциация правозащитных организаций «АГОРА» обвинила Маркина в нарушении закона, так как по их мнению «сотрудники Следственного комитета не могут являться членами политических партий и иных общественных объединений, преследующих политические цели, и принимать участие в их деятельности», а ОНФ «является общественным объединением, которое создано для достижения политических целей». В ответ на эти обвинения Владимир Маркин заявил, что не является членом «Единой России» или какой-либо другой партии.
9 августа 2011 года было принято решение создать антикоррупционную комиссию в рамках Общероссийского народного фронта, а 10 августа 2011 года было объявлено, что руководитель управления по взаимодействию со СМИ Следственного комитета Государственный советник юстиции Владимир Маркин был назначен руководителем антикоррупционной комиссии, созданной в рамках «Общероссийского Народного фронта», в состав которой войдут депутаты Волгоградской областной думы В. В. Лихачёв, Л. А. Титов и другие. 15 августа  в Волгограде состоялось первое организационное заседание антикоррупционной комиссии, созданной при региональном координационном совете Общероссийского народного фронта (ОНФ) с участием Маркина. В ответ на критику Владимир Маркин заявил: «Я занимаюсь в рамках Общероссийского народного фронта тем, в чём компетентен, — в частности, вопросами борьбы с коррупцией. Думаю, что они волнуют не только отдельную партию, но и всё общество, поэтому я активно участвую в этой работе». О дальнейшей деятельности антикоррупционных комиссии в рамках Общероссийского народного фронта или его регионального Волгоградского отделения неизвестно.
15 августа 2011 года Генпрокуратура нашла в действиях Маркина нарушения двух российских законов: во-первых, закона «О Следственном комитете», статьи 1, 5 и 17 которого запрещают сотрудникам участие в общественных объединениях и организациях, а также провозглашают принцип независимости от них следственных органов; во-вторых, в законе «О государственной гражданской службе» в статье 18 чиновникам прямо запрещено отдавать предпочтение одним общественным организациям перед другими. «Между тем в период проведения праймериз Маркин совмещал исполнение основных должностных обязанностей в СК РФ и участие в деятельности ОНФ. При этом Маркин лично выступал на собрании, предшествовавшем процедуре голосования, проводившемся 04.08.11 в Красноармейском районе города Волгограда», — говорится в заявлении прокуратуры.
В результате праймериз генерал Владимир Маркин не попал в первую десятку кандидатов от регионального отделения, заняв 13-е место.
7 мая 2013 года руководитель юридической службы «Единой России» Константин Мазуревский заявил, что «Владимир Маркин не вошёл в партийный список кандидатов в депутаты Госдумы, поскольку сам отказался и решил продолжить работу в органах следствия».

### Смерть
Скончался 12 октября 2021 года в Москве после продолжительной болезни, не дожив чуть больше месяца до своего 65-летия. Похоронен 14 октября 2021 года с воинскими почестями на Троекуровском кладбище Москвы (участок 34).

## Чины и звания
- Государственный советник юстиции 3 класса[2].
- Генерал-майор юстиции (2011, специальное звание СК России)[3].

## Награды
Награждён рядом государственных и ведомственных наград:
- Орден Дружбы (2012)
- Медаль «Совет Федерации. 15 лет» (2015)
- Благодарность Президента Российской Федерации (2009)
- Медаль «За службу на страже мира в Южной Осетии» (2010, Южная Осетия)[49]
- Медаль Следственного комитета Российской Федерации «За чистоту помыслов и благородство дел» (2017)
- Медаль Следственного комитета Российской Федерации «Доблесть и отвага» (2017)
- Медаль Следственного комитета Российской Федерации «За заслуги» (2013, 2016)
- Медаль Федеральной налоговой службы «25 лет налоговым органам России» (2015)
- Медаль Федеральной налоговой службы «За содействие ФНС России» (2015)
- Медаль Следственного комитета Российской Федерации «За участие в создании органов следствия в Крыму» (2015)
- Медаль Министерства обороны Российской Федерации «За возвращение Крыма» (2014)
- Нагрудный знак «Почетный сотрудник Следственного комитета Российской Федерации» с одновременным вручением Почетной грамоты Председателя Следственного комитета Российской Федерации (2014)
- Медаль Следственного комитета Российской Федерации «За отличие» (2014)
- Знак отличия Следственного комитета Российской Федерации «Отличник следственных органов» (2014)
- Памятный знак к 30-летию образования пресс-служб и подразделений общественных связей МВД России (2013)
- Медаль Федеральной миграционной службы «За заслуги» (2013)
- Медаль Следственного комитета Российской Федерации «300 лет первой следственной канцелярии России» (2013)
- Медаль Следственного комитета Российской Федерации «За верность служебному долгу» (2012)
- Медаль ФСКН России «За содействие органам наркоконтроля» (2010)
- Почётная грамота Председателя Следственного комитета Российской Федерации при прокуратуре (2010)
- Почётный знак ФГУ «Аналитического центра при Правительстве Российской Федерации» «За успехи в аналитической работе» (2009)
- Знак отличия Следственного комитета Российской Федерации при прокуратуре «За участие в противодействии агрессии в Южной Осетии» (2009)
- Медаль Следственного комитета Российской Федерации при прокуратуре «За отличие» (2009)
- Нагрудный знак «Почетный работник Следственного комитета при прокуратуре Российской Федерации» (2008)

Лауреат высшей юридической премии «Фемида» (2016 год), лауреат премии «Светлое прошлое-2011», учреждённой правительством Челябинской области и фондом Олега Митяева.
Маркин был признан ньюсмейкером года по результатам московского конкурса журналистов «МОСКВА MEDIA 2011».
В 2011, 2013, 2014, 2015 годах попадал в медиарейтинг российских персон, подготовленный компанией «Медиалогия»,,,,, в 2016 году вошёл в медиарейтинг российских мужчин, подготовленный компанией «Медиалогия» к 23 февраля.

## Фильмография
| Год  |   | Название                | Роль  |
| ---- | - | ----------------------- | ----- |
| 2012 | с | СК                      | камео |
| 2012 | с | Пятницкий. Глава вторая | камео |
| 2013 | с | Пятницкий. Глава третья | камео |
| 2014 | ф | День дурака             | камео |
| 2015 | ф | Духless 2               | камео |

## Творческая деятельность
Совместно с российским певцом Станиславом Пьехой записал композицию «Родина» на стихи Михаила Гуцериева и музыку Виктора Дробыша, которая впервые была исполнена ими на «Первом канале» в программе «Кто хочет стать миллионером?», а затем вошла в различные хит-парады.
В эфире «Русской службы новостей» уже в сольном исполнении представил песню о любви к России «Сторонка», которую написал Виктор Дробыш.
Выступил в качестве журналиста-историка и ведущего в проекте «Преданная Россия» на телеканале «Звезда», посвящённом странам и народам, в жизни которых русские политики, государственные деятели, армия и флот сыграли судьбоносную роль.
В сентябре 2016 года вышла в свет книга Владимира Маркина «Самые громкие преступления XXI века в России». При этом часть главы о Политковской (по другим данным — вся глава) почти дословно повторяет статью Надежды Прусенковой в «Новой газете» от 7 марта 2014 года, но никаких ссылок на издание в тексте не было. Издательство «ЭКСМО» разъяснило, что в ходе подготовки книги к изданию в результате технической ошибки используемые выдержки из публикаций СМИ не были выделены в соответствии с установленными правилами цитирования. Доля таких материалов мизерна. Со стороны ООО «Издательство „Эксмо“» были принесены извинения Владимиру Маркину и авторам публикаций в СМИ, выдержки из которых были включены в книгу без ссылок на источники.